# Pangongsean
Pangongsean is een bestuurslaag in het regentschap Sampang van de provincie Oost-Java, Indonesië. Pangongsean telt 5603 inwoners (volkstelling 2010).